# Djida

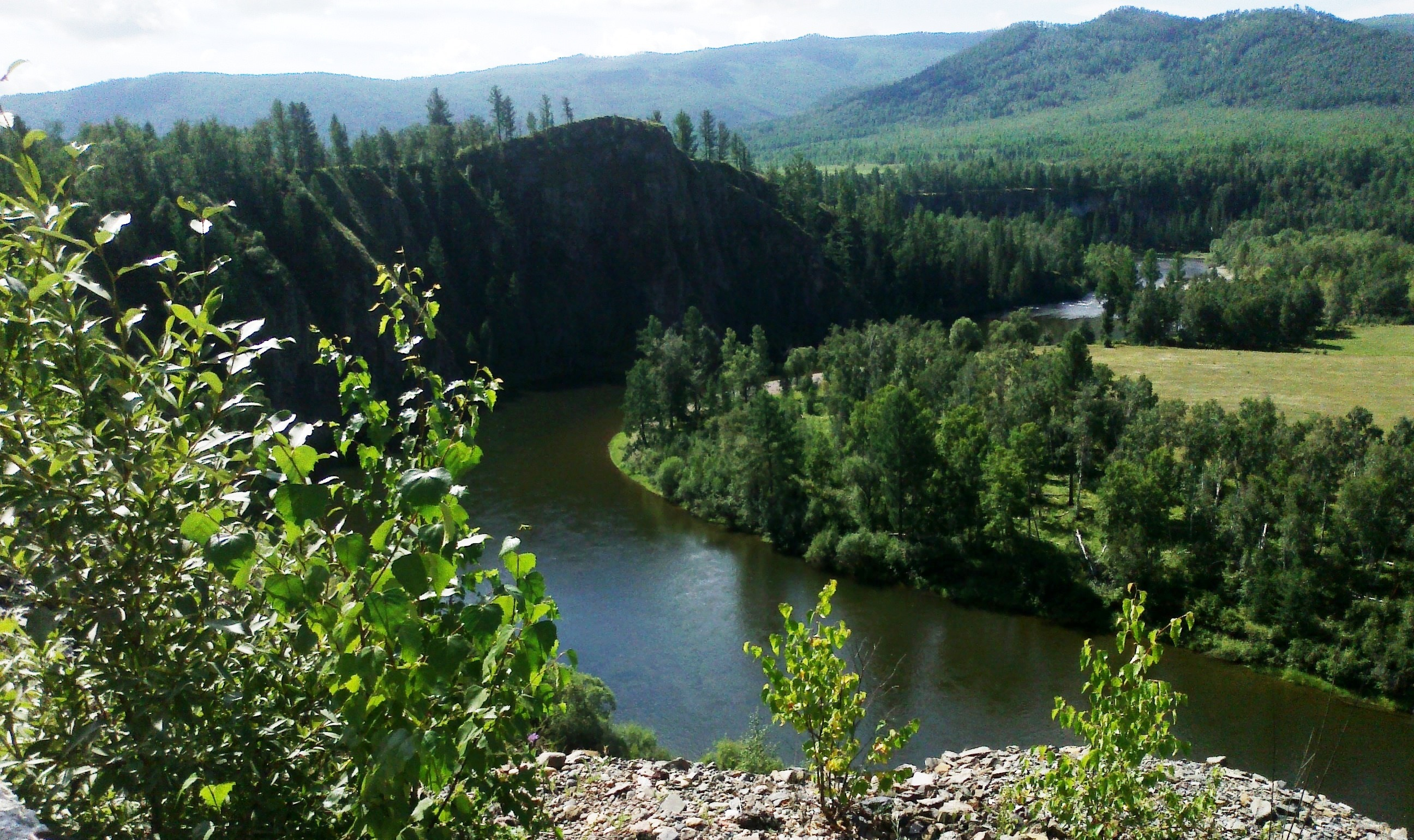
Djida

La Djida (en russe : Джида) est une rivière de Russie qui coule en république autonome de Bouriatie. C'est un affluent de la Selenga en rive gauche, donc un sous-affluent de l'Ienisseï par la Selenga, le lac Baïkal et l'Angara.

## Géographie

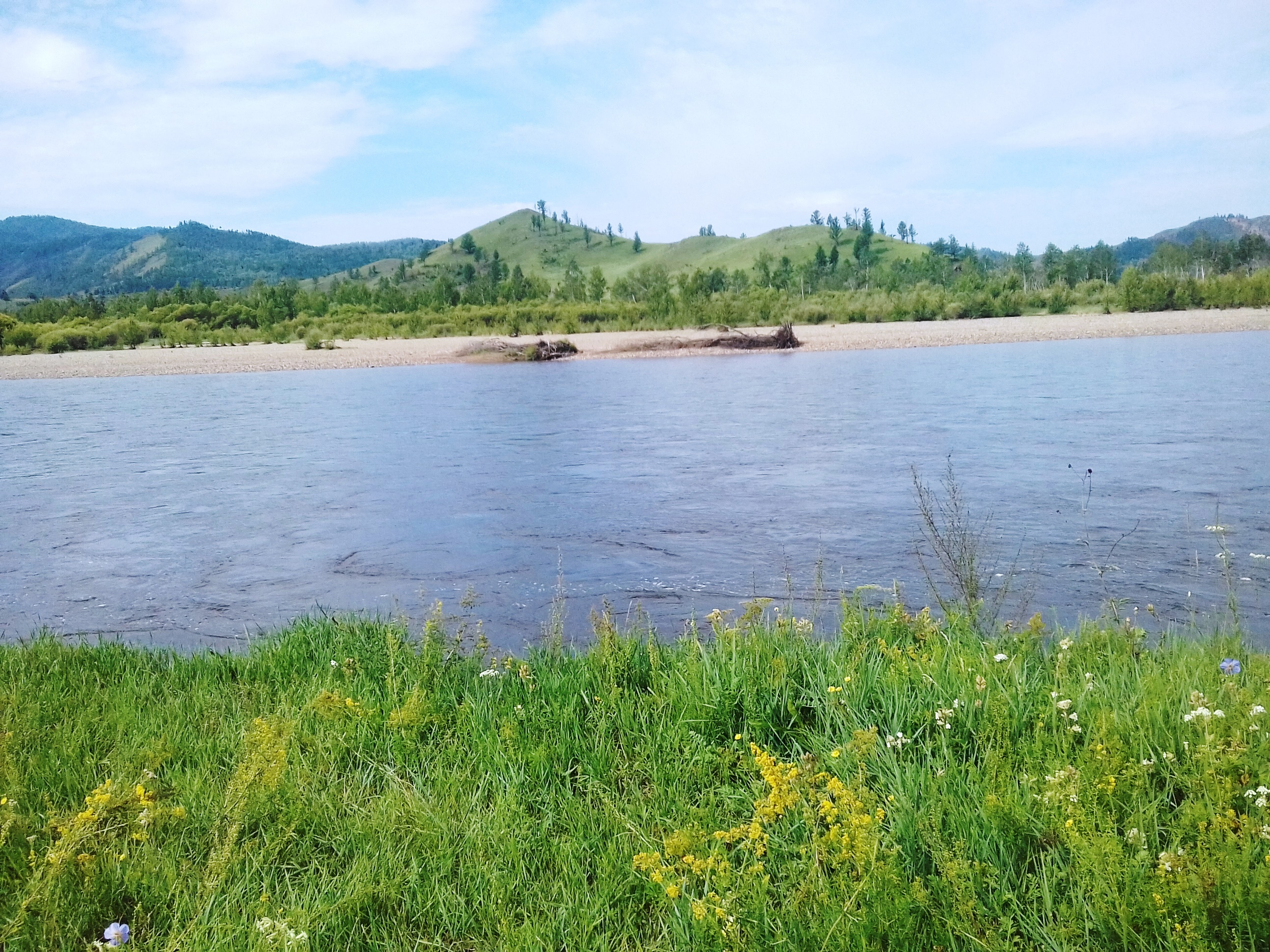
La rive de la rivière Djida. Djidinsky district de Bouriatie, Russie

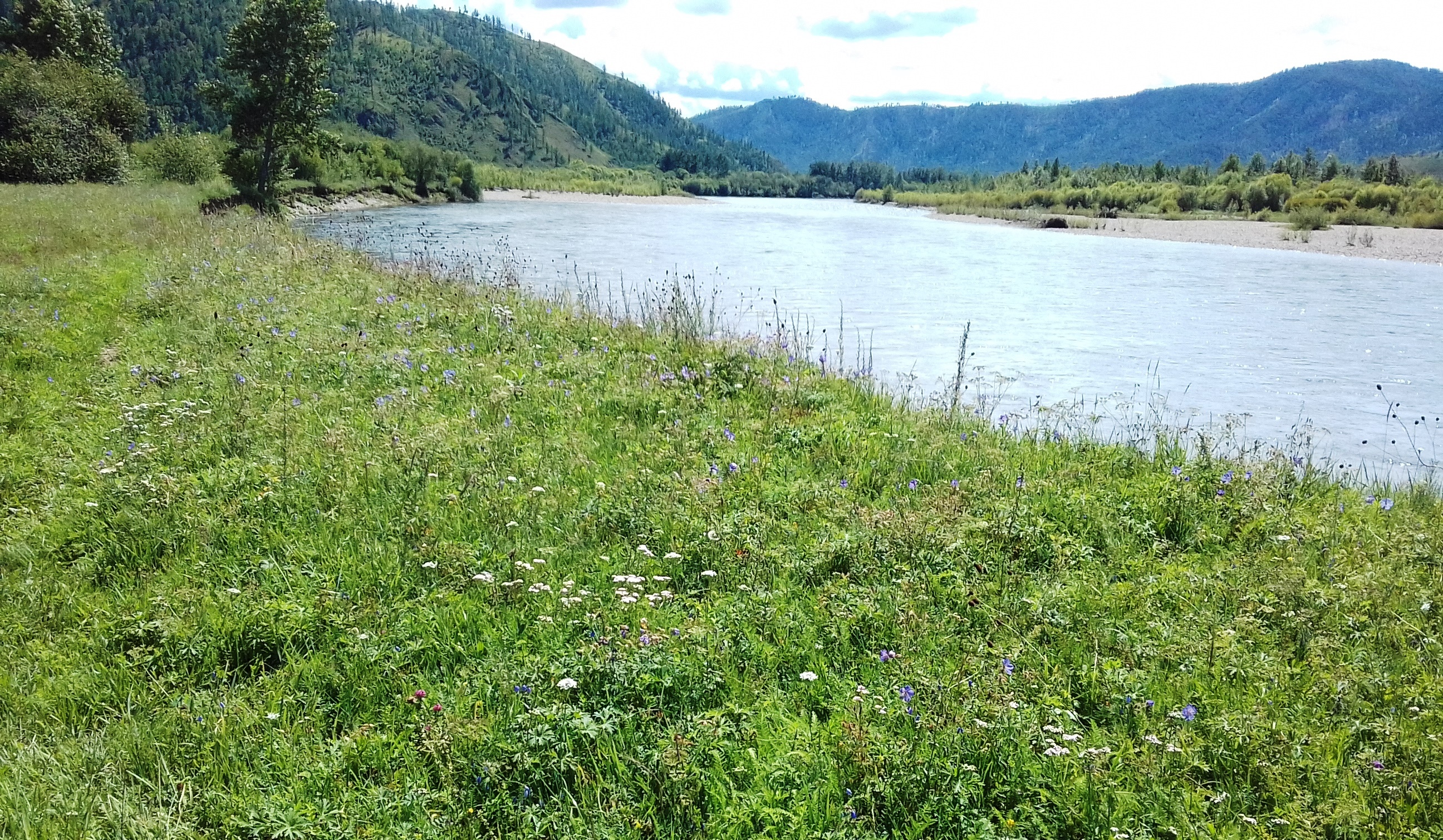
La rivière Djida dans la région des prairies Toreyskie dans le district Djidinsky de Bouriatie, en Russie

La Djida naît à une altitude de 2200 mètres dans une chaîne montagneuse dont les sommets atteignent  2600 mètres, faisant partie des monts Khamar-Daban, non loin de la frontière mongole. Peu après sa naissance, la Djida s'engage dans une vallée étroite en direction du sud-ouest.
Plus tard elle modifie son orientation et coule dès lors droit vers l'est, au sein d'une 
large vallée dominée au nord par les monts Djida. Elle longe ainsi la frontière russo-mongole d'ouest en est, à une distance de plus ou moins trente kilomètres.
Elle traverse la ville de Djida puis se jette dans la Selenga en rive gauche, à une altitude de 
558 mètres.
En règle générale, la rivière est prise par les glaces depuis le début du mois de novembre jusqu'à la fin du mois d'avril ou au début du mois de mai.

## Villes traversées
Dans son parcours, hormis la ville de Djida, la rivière ne traverse pas de centres urbains importants.

## Affluents
- Rive gauche : 
  - la Tsakirka
  - le Khamneï
- Rive droite :
  - la Jeltoura venue de Mongolie (en mongol : Зэлтэрийн гол/Zelteriin gol).

## Hydrométrie - Les débits mensuels à Djida
Le débit de la Djida a été observé pendant 51 ans (sur la période allant de 1931 à 1997) à Djida, petite ville située à quelque 21 kilomètres de sa confluence avec la Selenga.  
Le débit annuel moyen ou module observé à Djida sur cette période, était de 73,5 m3/s pour une surface de drainage de 23 300 km2, soit plus de 99 % de la totalité du bassin versant de la rivière qui en compte 23 500. La lame d'eau d'écoulement annuel dans le bassin se montait de ce fait à 99 millimètres, ce qui est assez médiocre, et résulte de la faiblesse des précipitations sur la plus grande partie de son bassin.
Rivière alimentée pour une faible part seulement par la fonte des neiges, la Djida est un cours d'eau de régime pluvial. 
Les hautes eaux se déroulent en été, de juillet à septembre inclus, ce qui correspond aux précipitations sous forme de pluie de la mousson asiatique. Au mois d'octobre puis de novembre, le débit baisse fortement, ce qui constitue le point de départ de la période des basses eaux. Celle-ci a lieu de décembre à mars inclus et correspond aux gels de l'hiver qui envahissent toute la région. 
Le débit moyen mensuel observé en février (minimum d'étiage) est de 3,97 m3/s, soit moins de 2 % du débit moyen du mois d'août (220 m3/s), ce qui souligne l'amplitude très élevée des variations saisonnières. Sur la durée d'observation de 51 ans, le débit mensuel minimal a été de 0,71 m3/s en février 1957, tandis que le débit mensuel maximal s'élevait à 839 m3/s en août 1993. Mais ce dernier niveau était tout à fait exceptionnel. 
En ce qui concerne la période estivale, libre de glaces (de mai à octobre inclus), le débit mensuel minimal observé a été de 16,0 m3/s en juin 1981.